# Bohadschia steinitzi
Bohadschia steinitzi е вид морска краставица от семейство Holothuriidae.

## Разпространение
Видът е разпространен в Джибути, Египет, Еритрея, Йемен, Израел, Йордания, Саудитска Арабия и Судан.